# Symphlebia jalapa
Symphlebia jalapa là một loài bướm đêm thuộc phân họ Arctiinae, họ Erebidae.